# Cipro
Cipro je rdeča sorta vinske trte, ki je namenjena izdelavi vina. Ta sorta je bila v preteklosti razširjena po vsej Slovenski Istri, nato pa je šla v pozabo. V zadnjem času se v primorskem vinorodnem okolišu spet bolj uveljavlja, čeprav je še vedno redka.
Vino je lahko, izrazito rdeče barve, muškatnega vonja in toplega, gladkega okusa, običajno nižjih kislin, z nekaj tanini.